# Impatiens bajurensis
Impatiens bajurensis är en balsaminväxtart som beskrevs av Shinobu Akiyama och H. Ohba. Impatiens bajurensis ingår i släktet balsaminer, och familjen balsaminväxter. Inga underarter finns listade i Catalogue of Life.